# 20 тысяч разновидностей пчёл
«20 тысяч разновидностей пчёл» (исп. 20.000 especies de abejas) — художественный фильм испанского режиссёра Эстибалис Урресолы Солагурен, главные роли в котором сыграли София Отеро, Патрисия Лопес Арнайс и Мигель Гарсес. Премьера картины состоялась на 73-м Берлинском кинофестивале 22 февраля 2023 года. 9-летняя Отеро получила за свою роль «Серебряного медведя».

## Сюжет
Главная героиня фильма — восьмилетняя девочка по прозвищу Коко, которая проводит лето у бабушки, занимающейся пчеловодством. При рождении Коко приписали мужской пол и дали имя Айтор. Она живёт в Байонне вместе с родителями Ане и Горкой, братом Энеко и сестрой Нереей. Во время поездки в конце года её обвиняют в краже купальника своей одноклассницы Мартины. 
Ане готовится сдавать экзамен, чтобы стать преподавателем художественной школы. Погрязшая в профессиональном и семейном кризисе, она вместе с детьми отправляется в испанскую Страну Басков, чтобы провести каникулы в родном городе вместе с её матерью Литой и тётей Лурдес, занятыми разведением пчёл. Одновременно с ними приезжает Лейре, дочь Лурдес, с мужем Хоном и маленьким сыном Пейо. Она планирует крестить сына в местной церкви, но крещение откладывается из-за того, что из церкви украли статую святого Иоанна Крестителя.
Во время праздника Святого Иоанна другие дети спрашивают у Коко, как её зовут, и она не называет себя Айтором, чтобы её не приняли за мальчика. После этого Коко пишет свое желание на листе бумаги и бросает его в костёр. 
Хотя лето проходит нормально, Коко избегает посещения бассейна и предпочитает искать пропавшую статую вместе с бабушкой и её сестрой. Однако в итоге Коко поддаётся давлению матери, но заходит в бассейн, скрыв тело одеждой. Уже в бассейне Ане говорит одной из девочек, что настоящее имя Коко — Айтор. 
Ане селится в старой мастерской отца, а её дочь Нерея обнаруживает альбом с фотографиями обнажённых девушек, которые были моделями её деда. По настоянию матери Ане признаётся, что работает над картиной, которую включит в портфолио, необходимое ей для получения должности. Разговор между ними заканчивается упрёками: Ане обвиняет мать в том, что она не разводится из страха перед общественным мнением, а Лита говорит дочери, что она сбивает с толку Коко, позволяя ей одеваться как девочка. Ане пытается убедить Горку присутствовать на крещении Пейо, но он не соглашается и предупреждает жену, что рано или поздно им придётся развестись. 
Ане видит Коко и Энеко одетыми в одежду бабушки Литы и накрашенными её косметикой и ругает их. Той же ночью Коко мочится в постель и спрашивает Энеко, как давно он знает, что он мальчик.
Ухаживая за пчёлами вместе с Лурдес, Коко начинает называть себя в женском роде и признаёт себя «королевой» семейного улья. Затем она признаётся Ане, что рассердилась из-за того, что в бассейне та назвала её Айтором. На вопрос о настоящем имени Коко отвечает, что у неё его нет. Лурдес говорит ей, что надо выбрать себе имя, потому что того, у чего нет имени, не существует (отсылка к баскской пословице «Имеющее имя существует»). После посещения местной церкви и изучения истории святой Луции Коко выбирает имя Лусия.
Ане разговаривает со своей тётей Лурдес, которая пытается открыть ей глаза на истинное положение вещей. Когда она признаётся, что выдала картину отца за свою, чтобы получить должность, Лурдес предупреждает её: «Ты сама знаешь, что делать со своей жизнью. Но по крайней мере не позволяй своим детям жить со стыдом». Этой же ночью Лусия и Энеко заходит в семейную мастерскую и разжигают огонь, чтобы их желания исполнились: Энеко хочет воссоединиться с отцом, а Лусия — чтобы все называли её Лусией. Огонь разгорается слишком сильно, но Лурдес вовремя обнаруживает детей. 
На следующий день Лусия в слезах просит мать, чтобы её называли новым именем. Лурдес рассказывает ей, что на протяжении нескольких поколений женщины в их семье были пчеловодами. Вот почему, когда рождается ребёнок, по ульям трижды ударяют палкой и сообщают пчёлам имя нового члена семьи. Тем временем в дом приезжает Горка и заявляет, что Лусии ещё слишком рано задумываться о своём гендере. Кроме того, Ане говорит ему, что откажется от должности в художественной школе.
Наступает день крещения Пейо. Несмотря на сопротивление Литы и Горки, Ане одевает Лусию в платье. Чтобы избежать ссор, Лусия снимает платье, идёт в церковь в одежде мальчика, а когда все делают общую фотографию, убегает. Вся семья ищет её в лесу, крича: «Айтор!» Энеко понимает, что это неправильное имя, начинает кричать: «Лусия!» — и Ане повторяет за ним. Тем временем Лусия подходит к ульям и, стуча по ним палкой, говорит: «Пчёлы, я Лусия».

## В ролях
- София Отеро — Лусия/Айтор (Коко)
- Патрисия Лопес Арнайс — Ане
- Мигель Гарсес — Хон
- Ане Габарайн — Лурдес
- Ициар Ласкано — Лита
- Сара Косар — Лейре
- Марчело Рубио — Горка
- Унакс Айден — Энеко

## Премьера и восприятие
Премьера картины состоялась на 73-м Берлинском кинофестивале 22 февраля 2023 года в рамках основной программы. Картина претендовала на Золотого медведя. По итогам 9-летняя Отеро получила за свою роль «Серебряного медведя».
21 апреля картина вышла в прокат в Испании.